# Chris Pizzotti
Chris Pizzotti (ur. 29 czerwca 1986 w Reading w stanie Massachusetts) - były amerykański zawodnik futbolu amerykańskiego, grający na pozycji quarterbacka. W rozgrywkach akademickich NCAA występował w drużynie Harvard University.
W roku 2009 nie został wybrany w drafcie NFL przez żadną z drużyn. 1 maja 2009 roku podpisał umowę z New York Jets. W tym samym sezonie został również zawodnikiem innego klubu NFL Green Bay Packers. Z drużyny ze stanu Wisconsin został zwolniony 20 maja 2010 r.